# Jacek Kiciński
Jacek Kiciński (ur. 30 sierpnia 1968 w Turku) – polski duchowny rzymskokatolicki, klaretyn, profesor nauk teologicznych, biskup pomocniczy wrocławski od 2016.

## Życiorys
Urodził się 30 sierpnia 1968 w Turku jako czwarty syn Józefa i Marianny z domu Krysztofowicz. W latach 1983–1988 kształcił się w miejscowym Technikum Mechanicznym, kończąc je zdanym egzaminem dojrzałości. W 1988 rozpoczął nowicjat w Zgromadzeniu Misjonarzy Klaretynów, w którym 8 września 1993 złożył śluby wieczyste. W latach 1989–1995 odbył studia na Papieskim Wydziale Teologicznym we Wrocławiu, zakończone uzyskaniem magisterium. 27 maja 1995 w archikatedrze wrocławskiej został wyświęcony na prezbitera przez kardynała Henryka Gulbinowicza. Od 1996 kontynuował studia w zakresie teologii duchowości na Katolickim Uniwersytecie Lubelskim, gdzie w 2000 otrzymał doktorat na podstawie dysertacji Celibat w życiu kapłańskim. Studium na podstawie publikacji polskojęzycznych po Soborze Watykańskim II.
W latach 1995–1996 pracował w Łodzi jako wikariusz. W latach 2000–2004 był przełożonym Domu Formacyjnego Misjonarzy Klaretynów we Wrocławiu, a w latach 2004–2010 prefektem ds. duchowości Zarządu Polskiej Prowincji Misjonarzy Klaretynów. Pełnił funkcje opiekuna postulatu Misjonarzy Klaretynów w Kudowie-Zdroju i ponownie przełożonego Domu Formacyjnego we Wrocławiu. W 2006 wszedł w skład rady ds. życia konsekrowanego archidiecezji wrocławskiej, a w 2009 został jej przewodniczącym. Również w 2009 objął urząd wikariusza biskupiego ds. życia konsekrowanego archidiecezji wrocławskiej i wszedł w skład rady kapłańskiej tej archidiecezji. W 2015 został konsultorem Komisji ds. Życia Konsekrowanego i Stowarzyszeń Życia Apostolskiego Konferencji Episkopatu Polski.
W 2009 na Papieskim Wydziale Teologicznym we Wrocławiu habilitował się w zakresie teologii duchowości na podstawie rozprawy Powołanie-Konsekracja-Misja. Personalistyczny wymiar teologii życia konsekrowanego w świetle współczesnego Magisterium Kościoła. W 2015 uzyskał tytuł naukowy profesora nauk teologicznych. W roku akademickim 2002/2003 został wykładowcą teologii duchowości na Papieskim Wydziale Teologicznym we Wrocławiu. W 2006 objął funkcję dyrektora Podyplomowych Studiów Teologii Życia Konsekrowanego PWT we Wrocławiu. W 2010 został kierownikiem Katedry Teologii Duchowości Kapłańskiej i Życia Konsekrowanego, a w 2011 objął stanowisko profesora nadzwyczajnego PWT we Wrocławiu. W 2006 został redaktorem naczelnym czasopisma naukowego „Życie Konsekrowane”, redagował również „Wrocławski Przegląd Teologiczny”.
13 lutego 2016 papież Franciszek mianował go biskupem pomocniczym archidiecezji wrocławskiej ze stolicą tytularną Margum. Święcenia biskupie otrzymał 19 marca 2016 w katedrze wrocławskiej. Głównym konsekratorem był arcybiskup metropolita wrocławski Józef Kupny, a współkonsekratorami arcybiskup Celestino Migliore, nuncjusz apostolski w Polsce, i kardynał Henryk Gulbinowicz, arcybiskup senior wrocławski. Jako dewizę biskupią przyjął słowa „Ut unum sint” (Aby byli jedno). W archidiecezji wrocławskiej objął urząd wikariusza generalnego.
W Konferencji Episkopatu Polski został w 2017 przewodniczącym Komisji ds. Instytutów Życia Konsekrowanego i Stowarzyszeń Życia Apostolskiego, a w 2021 asystentem kościelnym Towarzystwa Pomocy im. św. Brata Alberta, a w 2025 członkiem Rady Stałej, ponadto wszedł w skład Komisji ds. Duszpasterstwa i Komisji Nauki Wiary.
Był współkonsekratorem podczas sakr biskupa diecezjalnego Port Pirie Karola Kulczyckiego (2020) i biskupa pomocniczego wrocławskiego Macieja Małygi (2022).